# Öster-Sandsjön, Medelpad
Öster-Sandsjön är en sjö i Ånge kommun i Medelpad och ingår i Ljungans huvudavrinningsområde. Sjön har en area på 0,27 kvadratkilometer och ligger 230,2 meter över havet. Sjön avvattnas av vattendraget Sandsjöbäcken.

## Delavrinningsområde
Öster-Sandsjön ingår i det delavrinningsområde (695208-152677) som SMHI kallar för Mynnar i Holmsjön. Medelhöjden är 254 meter över havet och ytan är 11,94 kvadratkilometer. Det finns inga avrinningsområden uppströms utan avrinningsområdet är högsta punkten. Sandsjöbäcken som avvattnar avrinningsområdet har biflödesordning 3, vilket innebär att vattnet flödar genom totalt 3 vattendrag innan det når havet efter 106 kilometer. Avrinningsområdet består mestadels av skog (83 procent). Avrinningsområdet har 0,96 kvadratkilometer vattenytor vilket ger det en sjöprocent på 8 procent.